# Madison Bowey
Madison Bowey (* 22. April 1995 in Winnipeg, Manitoba) ist ein kanadischer Eishockeyspieler, der seit Juli 2025 bei den Augsburger Panthern aus der Deutschen Eishockey Liga (DEL) unter Vertrag steht und dort auf der Position des Verteidigers spielt.Zuvor absolvierte Bowey unter anderem über 150 Spiele für die Washington Capitals, Detroit Red Wings, Chicago Blackhawks und Vancouver Canucks in der National Hockey League (NHL). Mit den Washington Capitals gewann er in den Playoffs 2018 den Stanley Cup.

## Karriere

### Juniorenligen
Bowey wurde im WHL Bantam Draft 2010 von den Kelowna Rockets an 23. Position ausgewählt. Er spielte gegen Ende der Saison drei Partien für das Team, bei denen er einen Assist verbuchen konnte. In der darauffolgenden Saison erzielte er in 57 Partien insgesamt acht Tore und 21 Assists (Plus-3-Bilanz und 39 Strafminuten). Er schoss ein zusätzliches Tor in der Playoffserie gegen die Portland Winterhawks. Zudem vertrat er das Team Canada West an der World U-17 Hockey Challenge 2012, wo er in fünf Spielen ein Tor schoss. In der Saison 2011/12 spielte er 69 Partien, bei denen er 12 Tore und 30 Assists verzeichnete (Plus-41-Bilanz). In den Playoffs gegen die Seattle Thunderbirds und den Erzrivalen Kamloops Blazers erzielte er zusätzliche vier Tore in 11 Matches.
Im NHL Entry Draft 2013 wurde Bowey in der zweiten Runde an insgesamt 53. Stelle von den Washington Capitals ausgewählt. Im folgenden Jahr unterzeichnete er einen Einstiegsvertrag über drei Jahre mit den Capitals. In der Saison 2014/15 gewann er mit den Rockets den Ed Chynoweth Cup der WHL und nahm somit am Memorial Cup 2015 teil, wo die Mannschaft im Finale an den Oshawa Generals scheiterte. Bowey wurde allerdings, ebenso wie bereits in der regulären WHL-Saison, ins All-Star Team des Turniers berufen.

### Profibereich
Mit Beginn der Saison 2015/16 lief Bowey bei den Hershey Bears in der American Hockey League auf, dem Farmteam der Washington Capitals. Nach zwei kompletten Spielzeiten in Hershey debütierte er im Oktober 2017 für die Capitals in der National Hockey League. Am Ende der Saison 2017/18 gewannen die Capitals den Stanley Cup, wobei der Verteidiger jedoch in den Playoffs nicht zum Einsatz kam. Da er aber mehr als die Hälfte der Spiele der regulären Saison absolviert hat, wurde sein Name auf der Trophäe verewigt. Letztlich blieb der Abwehrspieler bis zum Februar 2019 ein fester Bestandteil des Kaders der Hauptstädter, ehe er gemeinsam mit einem Zweitrunden-Wahlrecht im NHL Entry Draft 2019 zu den Detroit Red Wings transferiert wurde. Diese gaben im Gegenzug Nick Jensen und ein Fünftrunden-Wahlrecht im NHL Entry Draft 2020 als Kompensation an die Caps ab. In Detroit war Bowey bis zum Ende der Spielzeit 2019/20 aktiv, als sein auslaufender Vertrag nicht verlängert wurde. Somit befand er sich fortan als Free Agent auf der Suche nach einem neuen Arbeitgeber, den er schließlich im Januar 2021 in den Chicago Blackhawks fand, die ihn mit einem Zweijahresvertrag ausstatteten. Bereits im April 2021 allerdings wurde er samt einem Fünftrunden-Wahlrecht im NHL Entry Draft 2021 an die Vancouver Canucks abgegeben, die im Gegenzug ein Viertrunden-Wahlrecht für den gleichen Draft nach Chicago sandten.
In Vancouver war Bowey bis zum Ende der Saison 2021/22 aktiv, spielte aber lediglich zweimal für die Canucks in der NHL. Stattdessen stand er hauptsächlich für die Abbotsford Canucks in der AHL auf dem Eis. Anschließend wechselte er im Juli 2022 als Free Agent zu den Canadiens de Montréal, wo er ausschließlich für die Rocket de Laval zu Einsätzen kam. Schließlich zog es den Verteidiger im August 2023 zum belarussischen Hauptstadtklub HK Dinamo Minsk aus der Kontinentalen Hockey-Liga (KHL), der ihn bereits Anfang Oktober nach nur acht Einsätzen im Tausch für seinen Landsmann Robert Hamilton zum HK Traktor Tscheljabinsk transferierte. Von Traktor wurde er Ende Dezember 2023 an Torpedo Nischni Nowgorod verkauft und spielte dort schließlich bis zum Saisonende. Nach der wechselhaften KHL-Spielzeit kehrte Bowey im Oktober 2024 nach Nordamerika zurück und schloss sich für ein Jahr den Cleveland Monsters aus der AHL an.
Zur Spielzeit 2025/26 wechselte der Kanadier erneut nach Europa, wo er einen Vertrag bei den Augsburger Panthern aus der Deutschen Eishockey Liga (DEL) unterzeichnete.

### International
Während der Saison 2012/13 spielte Bowey für die kanadische Eishockeynationalmannschaft sowohl beim Ivan Hlinka Memorial Tournament 2012, als auch bei der Eishockey-Weltmeisterschaft der U18-Junioren 2013; bei beiden Turnieren gewann er die Goldmedaille. 2015 nahm er mit der U20-Nationalmannschaft an der Weltmeisterschaft im eigenen Land teil und gewann dort mit dem Team ebenfalls die Goldmedaille.

## Erfolge und Auszeichnungen
| - 2014 WHL West Second All-Star-Team - 2015 Ed-Chynoweth-Cup-Gewinn mit den Kelowna Rockets - 2015 WHL West First All-Star-Team | - 2015 Memorial Cup All-Star-Team - 2018 Stanley-Cup-Gewinn mit den Washington Capitals |

### International
- 2012 Goldmedaille beim Ivan Hlinka Memorial Tournament
- 2013 Goldmedaille bei der U18-Junioren-Weltmeisterschaft
- 2015 Goldmedaille bei der U20-Junioren-Weltmeisterschaft

## Karrierestatistik
Stand: Ende der Saison 2024/25

### International
Vertrat Kanada bei:
- World U-17 Hockey Challenge 2012
- Ivan Hlinka Memorial Tournament 2012
- U18-Junioren-Weltmeisterschaft 2013
- U20-Junioren-Weltmeisterschaft 2015

(Legende zur Spielerstatistik: Sp oder GP = absolvierte Spiele; T oder G = erzielte Tore; V oder A = erzielte Assists; Pkt oder Pts = erzielte Scorerpunkte; SM oder PIM = erhaltene Strafminuten; +/− = Plus/Minus-Bilanz; PP = erzielte Überzahltore; SH = erzielte Unterzahltore; GW = erzielte Siegtore; 1 Play-downs/Relegation; Kursiv: Statistik nicht vollständig)